# Beniczky Lajos (főispán)
Beniczei és micsinyei Beniczky Lajos (Terbeléd-Lázipuszta, 1845. október 23. – Budapest, 1910. június 14.) magyar közjegyző, 1895–1906 között Pest-Pilis-Solt-Kiskun vármegye alispánja, 1910-ben Komárom vármegye és város főispánja.

## Élete
A Beniczky család Nógrád vármegyébe települt, majd Pest vármegyében is birtokot szerző ágából származott. Apja Beniczky Márton, anyja a művelt Beniczky Mária.
Középiskoláit Budapesten Gönczy Pál tanintézetében és a református gimnáziumban, jogi tanfolyamot a Budapesti Tudományegyetemen végezte. 1869-től állt közszolgálatban, 1870-ben tett hivatali esküt. Előbb 1871-ig mint tiszteletbeli aljegyző a kalocsai törvényszéknél, majd édesatyja elhunyta után átvette örökségét. 1875-ben visszatért a hivatalba, közjegyzői jelöltként dolgozott Cegléden 1877. december 3-áig, amikor Pest-Pilis-Solt és Kiskun vármegye harmadik aljegyzőjévé, majd 1879-ben második aljegyzőjévé választották. Gróf Szapáry István főispán 1884-ben tiszteletbeli főjegyzővé nevezte ki. 1895-től alispán lett. 1905-ben Tahy Istvánt nevezték ki főispánná, aki hivatali eskütétel nélkül lemondott e tisztségről. Ekkor a vármegye jogait megvédve vezette hivatalát. A betegsége miatt 1906-ban nyugalomba vonult, s csallóközaranyosi birtokán pihent. 1910. március 30-án beiktatták Komárom vármegye főispáni tisztébe.
Szőlőtelepítéssel és természettudományi kutatásokkal is foglalkozott. Megszervezte a Vármegyei Tisztviselők Országos Egyesületét, melynek első ügyvezető elnöke lett. A tulipán mozgalom idején a Magyar Védő Egyesület élén állt és szervezte azt.
Hosszú súlyos betegséget követően egy fővárosi szanatóriumban hunyt el. Császári és királyi kamarás, halála előtt 1910. márciusától Komárom vármegye és Komárom város főispánja volt. Temetésén Komárom vármegye tisztikara Ghyczy Dénes alispán vezetésével vett részt.
A Farkasréti temetőben nyugszik.

## Elismerései
- Vaskorona-rend III. osztálya